# Відшарування гірських порід синього кольору
Відшарува́ння гірськи́х порі́д си́нього ко́льору — геологічна пам'ятка природи місцевого значення в Україні. Об'єкт природно-заповідного фонду Закарпатської області. 
Розташована в межах Мукачівського району Закарпатської області, на північ від села Синяк. 
Площа 3 га. Статус отриманий згідно з рішенням облвиконкому від 18.11.1969 року № 414 та рішенням облвиконкому від 23.10.1984 року № 253. Перебуває у віданні ДП «Мукачівське ЛГ» (л-во ім. Морозова, кв. 8, вид. 6). 
Статус надано для збереження скельного масиву, утвореного оголеними гірськими породами з синього каменю дольодовикового періоду. Камені розташовані під вершиною гори Бус. Має наукове значення.